# ストライク (野球)

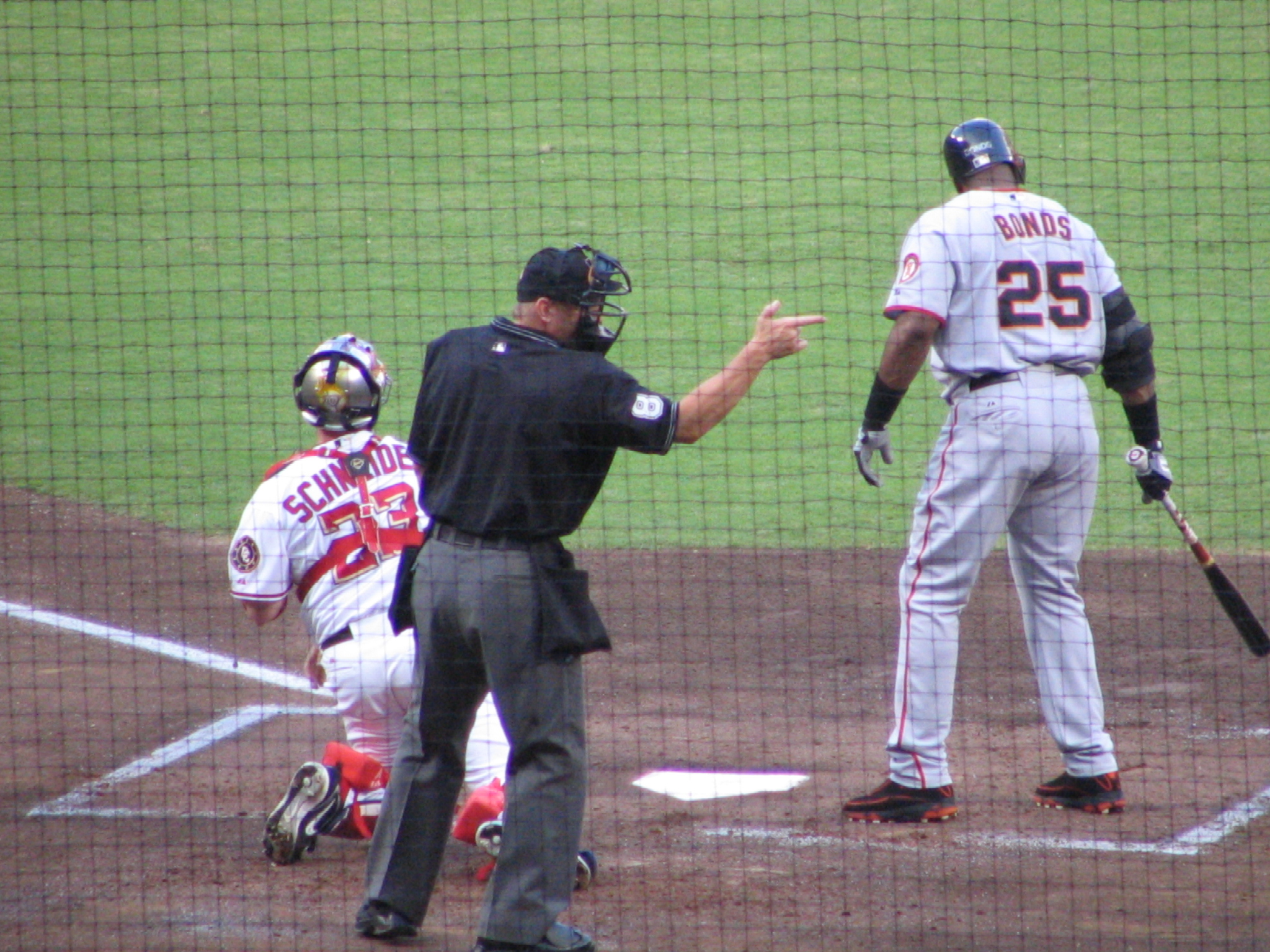
ストライクの宣告の様子（打者はバリー・ボンズ、2009年7月26日）

野球やソフトボールにおけるストライク（英: strike）とは、投手の正規の投球に対して下される判定のひとつである。1つの打席において打者が3回ストライクを宣告されると、打者は三振となる。
テレビ中継や球場内電光掲示板のボールカウントにおいては、strikeのイニシャルより『S』と表示される（他に『B』、『O』が存在するが、これは「ボール」「アウト」をイニシャルに略したもの）。

## ストライクの意味
strikeとは英語の動詞で「打つ」の意であり、球審は打者に"Strike!"（打て!）と宣告している。ベースボール草創期は"Good ball,strike!"（良い球だ、打て!）と宣告していた。
この定義からすると、仮にストライクゾーンに入っていない本来ならボール判定の球であっても、審判が"Strike!"＝ 打つべき球だと判断したコースであれば、それは紛れもなくストライクだという事になる。野球をする上で、この『広義の意味でのストライク』を認識しておく必要がある。
例えば、ピッチャーがコントロールを駆使して、ボール半分外した絶妙なコースに内・外と2球つづけて投げ分けてきたようなシチュエーションにおいて、勝負球として投げられた3投目が「ボール一つストライクゾーンから外れたボール球」であっても、「勝負すべき良い球」だと審判が判断したなら、それは『ストライク』なのである。

## ストライクが宣告される条件
ルールで定義されるストライクとは、投手の正規な投球で、下記に示されるものに対して宣告される。
- 打者がバットを振った（バントの場合を含む）が、空振りだった場合。
- 打者がバットを振らなかった投球のうち、ボールがノーバウンドでストライクゾーンを、その一部でも通過した場合（ソフトボールではストライクゾーンの上面天井を抜けていった投球はボールとなる）。
- 打者がバットを振り、または、打者の意図とは関係なく偶然に、バットに投球が当たったが、その打球がファウルボールになった場合。ただし、2ストライク以降のファウルボールは、ストライクとならない。
- バントしてファウルボールになった場合。バットを振った場合と異なり、2ストライク後であってもバントの場合はストライクであり、アウトとなる（一般的にはスリーバント失敗と呼ばれる）。記録は三振であるが、ファウルボールであるので、振り逃げはできない。
- ノーバウンドの投球が、ストライクゾーンで、打者の身体や着衣に当たった場合。
- 打者がバットを振ったがバットに当たらず、そのまま身体や着衣に当たった場合（死球ではなく空振りの扱い）。
- ファウルチップになった場合。ファウルチップとは、打者が打った打球が鋭く捕手の手またはミットに飛び出し、これを正規に捕球したものをいう。ここで、打球が最初に捕手の手またはミットに当たったものであれば、その後マスクやプロテクターなどに当たって跳ね返っても、地面に落ちる前に捕球すればファウルチップであり、ストライクとなる。これに反して、最初にマスクやプロテクターなどに当たって跳ね返ったものを捕球しても、正規の捕球とはならないので、ファウルボールである。

ストライクは投球に対する宣告であるが例外として次の場合がある。
- 打者がいつまでたっても打席内で打撃姿勢をとろうとしなかった場合。日本では2006年度まで、「この場合は球審が投手に投球を命じ、その投球を全てストライクと宣告する」とされていた（実際に例もある）が、2007年度にこの規定が改正され、球審は投手に投球を命じることなくストライクを宣告することができるようになった。この場合はボールデッドになって、走者は進塁できない。また、一度この場合でストライクを宣告したときは、球審は改めて、打者に打撃姿勢をとるための適切な時間を与える。

## ストライクの宣告の仕方
球審がストライクを宣告する際は、第1ストライクに対しては「ストライク」または「ストライク・ワン」、第2ストライクに対しては「ストライク・ツー」、第3ストライクに対しては「ストライク・スリー」と宣告する（ゲームや漫画などでよく行われる「ストライク・バッターアウト」のような宣告は基本的に用いない。）。
そして、この宣告とともに右手拳を上に突き上げるか、指差しの様なジェスチャーをする（ソフトボールでは立てる指の本数でカウントがされる）。特にプロ野球の審判員では、ストライク宣告時に個性的なジェスチャーをする者が多い。
また、見逃しの三振の時は一際大きな動作で（右を向いて拳を突き上げるなど）ストライクを宣告することも見受けられる。左手でのストライクコールは認められていない。

## 日本におけるストライクの歴史
日本において、太平洋戦争中は「英語は敵性語である」とされ、野球用語についても問題視されるようになった。そのため1943年3月、日本野球連盟は野球用語の邦語化（外国語禁止）を決定し、下記のように言い換える改定がなされた。
- ストライク … 「よし、正球」
- ボール … 「だめ、悪球」
- アウト … 「引け、無為」
- セーフ … 「よし、安全」
- ファウル … 「圏外」
- フェア … 「正打」

数え方は、正球 (ストライク) は「一本、二本」、悪球 (ボール) は「一つ、二つ」とカウントされた。